# Azúcar (serie de televisión de 2016)
Azúcar es una telenovela colombiana producida por Fox Telecolombia para RCN Televisión en 2016. Esta clásica historia, al igual que en su versión original de 1989, narra la vida de las personas, los ingenios azucareros y los cañaverales en el Valle del Cauca, mostrando la tradición y cultura de esta región colombiana. 
Está protagonizada por Juan Pablo Gamboa, Indhira Serrano, Kriss Cifuentes, Jair Romero y Camila Porras, junto a Alejandra Borrero, María Fernanda Yepes,  John Alex Toro y Álvaro Benet en los roles antagónicos. contó además con las actuaciones estelares de Valentina Acosta, Carolina López, Carlos Torres, Susana Posada, Óscar Borda, Álvaro Bayona y Roberto Cano.
La adaptación y reescritura de la obra original estuvo a cargo del reconocido libretista Mauricio Navas Talero, quien había participado en la versión de 1989 en el mismo rol, no obstante, abandonó el proyecto por problemas con la producción y el uso que le daban a sus libretos en dirección. En 2010, el guionista presentó su propuesta a RCN Televisión y fue aprobada, dando luz verde al remake de la exitosa y memorable producción. Allí junto a Conchita Ruiz darían fin a los últimos detalles de la preproducción, para más adelante ser rodada y dirigida por Carlos Moreno. Navas expresó su agrado por la nueva versión y repuso que fue lo que siempre quiso hacer de la obra original.

## Reparto
- Juan Pablo Gamboa como Manuel María Solaz
- Indhira Serrano como Sixta Lucumí Balanta
- Carmen Marina Torres† como Zenobia Balanta Lucumí
- Valentina Acosta como Matilde Vallecilla Cucalón de Solaz / fantasma de Matilde Vallecilla
- Alejandra Borrero como Raquel Vallecilla Cucalón
- Carolina López como Alejandrina Vallecilla Cucalón
- Haydée Ramírez como Alejandrina Vallecilla Cucalón (adulta mayor)
- María Fernanda Yepes como Caridad Solaz Vallecilla
- Carlos Torres como Santiago Solaz Vallecilla
- Kriss Cifuentes como Maximiliano Solaz Lucumí
- Susana Posada como Ana Julia Becerra Madriñán de Solaz
- Evelyn Muñoz como Celia Mancilla Carabalí
- Jair Romero como Ignacio Solaz Mancilla
- Camila Porras como Mariana Solaz Becerra
- Álvaro Bayona como Padre Pedro Nel López
- Oscar Borda como Lucio de Souza Balanta
- Roberto Cano como Timoleón Restrepo Camacho
- Andrés Felipe Martínez como Jorge Becerra
- Marcela Agudelo como Susana Madriñán de Becerra
- Nina Caicedo como Dolores Ocoró «Lola»
- John Alex Toro como Francisco Javier Marulanda como «El paisa» / Tomás De Jesús Marulanda
- Andrés Felipe Rojas como Esteban
- Karent Hinestroza como Oliva Campbell
- Diana Wiswell como Carlina Bustos
- Amparo Conde como Sra. Griselda
- Andrés Castañeda como Alex
- John Alex Castillo como Seuniel Asprilla Cundumí
- Jonathan Cabrera como Peloponeso «El Cortero»
- Álvaro Benet como Antonio García Vivanco
- Marianela Quintero como Milena
- Johanna Juliette como Anastasia Williams Balanta
- Mayra Luna como Juliana Campbell
- Alejandro Gutiérrez como Delfín Triana Borrero
- María Elvira Ramírez como Caridad Solaz Vallecilla (niña)
- Nathaly Cadavid como Mariana Solaz Becerra (niña)
- Jorge Monterrosa como Vladimir Arenas
- Alejandra Lara como Rosalía, la de la miselánea
- Rubi Quejada como Miranda Mena Cundumí

## Genealogía de la Familia Solaz
La genealogía de la Familia Solaz es la siguiente:

## Detalles y audiencia
Desde su lanzamiento, la telenovela obtuvo en su primer día 8,0 de audiencia, siendo la segunda producción más vista en Colombia. Esta producción se enfrentó a la telenovela La esclava blanca por parte del Caracol Televisión, siendo esta la producción más vista el día 9 de marzo de 2016 con una audiencia de 10,3 puntos.

## Curiosidades
En la versión original de 1989 la actriz Alejandra Borrero, interpretó el personaje de Caridad Solaz, opuesto a esta nueva versión donde interpretó a Raquel vallecilla la antagonista principal de la historia.Oscar Borda interpretó a Ignacio Solaz en esa versión.